# اللغة الكارونية
اللغة الكارونية هي لغة مهددة بالانقراض يتواجد متحدثوها في السنغال وغامبيا. تنتمي اللغة إلى فرع اللغات الباكية من عائلة اللغات النيجرية الكنغوية، وترتبط بشكل خاص باللغة الملومية.

## روابط خارجية
- دخول اللغة الكارونية في كتاب اليونسكو الأحمر للغات المهددة بالانقراض